# Thomas Blondeau
Pour les articles homonymes, voir Blondeau.
Œuvres principales
- eX
- Donderhart
- Het West-Vlaams versierhandboek

Thomas Blondeau est un écrivain, poète et journaliste belge de langue néerlandaise né à Poperinge le 21 juin 1978 et mort dans la même ville le 20 octobre 2013 .

## Biographie
Thomas Blondeau a étudié la littérature à la Katholieke Universiteit Leuven et à l'université de Leyde.
Il a écrit entre autres pour les revues Mare, Deng, De Revisor et Dif.
Il a donné de nombreux récitals poétiques et publié de courtes nouvelles. La parution en 2006 de son premier roman, eX, a reçu un bon accueil, notamment en Belgique. Début 2010, il a publié son deuxième roman, Donderhart.
Thomas  Blondeau est mort subitement le 20 octobre 2013 à la suite d'une rupture de l'aorte.

## Œuvres
- 2006 – eX
- 2010 – Donderhart
- 2013 – Het West-Vlaams versierhandboek

### Sources
- (nl) Cet article est partiellement ou en totalité issu de l’article de Wikipédia en néerlandais intitulé « Thomas Blondeau » (voir la liste des auteurs).